# Granice (Našice)
Pour les articles homonymes, voir Granice.
Granice est un village de la municipalité de Našice (Comitat d'Osijek-Baranja) en Croatie. Au recensement de 2011, la ville comptait 109 habitants.